# Pilotrichella caldensis
Pilotrichella caldensis är en bladmossart som beskrevs av Johan Ångström 1876. Pilotrichella caldensis ingår i släktet Pilotrichella och familjen Meteoriaceae. Inga underarter finns listade i Catalogue of Life.